# Перец алеппо
Перец алеппо (араб. فلفل حلبي‎), перец халяби (халеби) — пряность из стручкового перца Capsicum annuum (var. annuum). Используется в восточной и средиземноморской кухнях. Производится в Сирии и Турции, назван по имени города Алеппо.
Пряность приготавливают из мелких (3—6 см) плодов сладкого перца, умеренно острых и конических по форме, произрастающих в Сирии и Турции. Вызревшие до тёмно-красного (бургундского) цвета плоды режут пополам в длину, тщательно очищают от семян и перегородок. Половинки перца сушат на открытом солнце в течение нескольких дней. Высушенный перец измельчают в порошок или хлопья и перетирают с оливковым маслом, чтобы оно полностью впиталось, иногда добавляют соль.
В Турции измельчённый перец алеппо продаётся под названием пул-бибер (тур. pul - «хлопья», biber - «перец»), обычно вразвес. Пряность умеренно острая (жгучесть по шкале Сковилла около 10 000), со сбалансированным вкусом, заменить который не могут ни красный перец, ни кайенский. Вкус перца алеппо мягкий, с фруктово-изюмными тонами и лёгким оттенком кумина и высушенных на солнце томатов, он несколько более маслянистый и солоноватый, чем вкус перца чили.
Подходит к любым овощным блюдам, включая хумус, салаты, печёные овощи и даже дыню. Перцем посыпают блюда при подаче на стол, также ставят на стол в маленьких пиалах-перечницах.

## Разновидности
Бывает нескольких разновидностей, которые указываются в названии готового продукта:
- Ачи (тур. aci pul biber) — острый. Очень острый, используется для придания жгучести блюдам, часто входит в состав аджики и других острых соусов.
- Татли (тур. tatli pul biber) — сладкий. Сладкий или слабоострый вкус, используется для добавления цвета и мягкости блюдам, часто в смеси с острыми перцами.
- Ипек (тур. ipek pul biber) — «шёлковый». Высококачественная разновидность перца Алеппо, которая характеризуется крупным помолом, маслянистой текстурой и умеренной остротой. Название «Ipek» (шелковый) подчёркивает особую мягкость и шелковистость специи, которая отличается более нежным и ароматным вкусом по сравнению с обычным острым перцем.
- Кирмизи (кырмызы) (тур. kirmizi pul biber) — красный. Разновидность перца, которая отличается от обычного светло-красного перца своим глубоким и насыщенным тёмным оттенком — бордовым или рубиновым. Бывает как острым (aci kirmizi) так и сладким (tatli kirmizi). Используется для цвета и вкуса, часто в смеси с другими специями.

### Исот урфа бибер

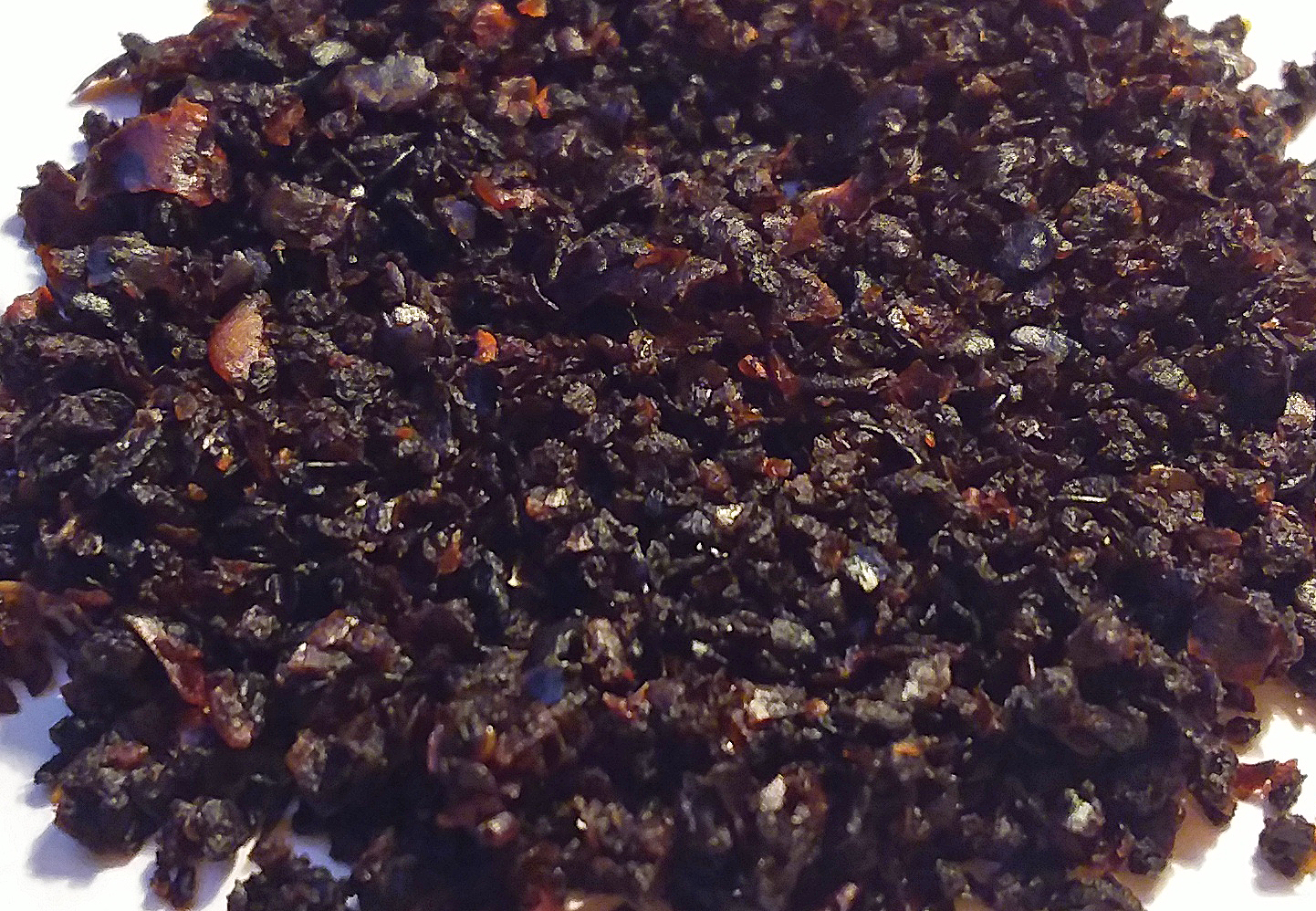
Хлопья перца Исот из Урфы

Исот или «Исот урфа» (тур. isot urfa pul biber). Слово Исот не переводится, это имя собственное — название отдельного сорта перца, родственника Capsicum annuum, выращиваемого в регионе Урфа на юго-востоке Турции. Известен своим уникальным вкусом и способом обработки. Имеет тёмный, почти чёрный цвет.
- Обработка
После сбора перцы сушат на солнце, затем заворачивают в ткань или пленку на ночь, что называется процессом «потения» (ферментация). Этот цикл повторяют несколько раз в течение недели, благодаря чему перец приобретает тёмный цвет от бордового до почти чёрного и маслянистую текстуру с добавлением соли.
- Вкус и аромат
Глубокий, насыщенный, с дымными, пряными нотками, напоминающими изюм, табак, кофе, горький шоколад и специи. Вкус мягче копчёного, но с характерной «дымной» нотой. Вкус постепенно становится острее при употреблении.
- Острота
Около 7500 SHU по шкале Сковилла, что делает его умеренно острым, но с выраженной теплотой.
- Применение
Используется в турецкой кухне для приправы кебабов, лахмаджуна (турецкой пиццы), мясных и овощных блюд, супов, соусов, а также в смесях специй. Хорошо сочетается с тмином, кунжутом, луком и другими специями[10][11][12].